# Würdetherapie
Wesentliches Ziel der palliativen Betreuung ist es, die Würde von schwerstkranken und sterbenden Menschen zu achten und zu fördern. Die Würdetherapie (Dignity Therapy) ist eine psychotherapeutische Kurzintervention für Patienten im Endstadium einer lebensbedrohlichen Erkrankung (z. B. bei Krebs). Sie strebt an, psychosoziale, spirituelle und existentielle Belastungen von Kranken zu vermindern sowie ihr Empfinden von Würde, Sinnhaftigkeit und Zielgerichtetheit zu stärken. Die Patienten werden zu einem Lebensrückblick angeleitet als Beitrag zu einer umfassenden Todesvorbereitung. Zum Abschluss wird dem Patienten ein zusammenfassendes „Generativitäts-Dokument“ übergeben. Die Würdetherapie wurde vom kanadischen Psychiater Harvey M. Chochinov und seiner Forschungsgruppe (2005) entwickelt und empirisch breit untersucht. Sie gehört zu den sinnorientierten Interventionen in der Psychoonkologie.

## Das Würde-Modell von Chochinov
Aufrechterhaltung von Lebensqualität und Würde sind – neben der ausreichenden Behandlung von Schmerzen und anderen belastenden Symptomen – wesentliche Ziele der Palliative Care. Konfrontiert mit ihrem Tod beschäftigen sich Menschen oft mit psychosozialen, spirituellen oder existentiellen Fragen. Dazu gehören nach Irvin D. Yalom (1989) Tod, Freiheit und Verantwortung, Isolation sowie Lebenssinn. Die Beeinträchtigung des Würdeerlebens kann schwerwiegende psychische Folgen haben. Menschen am Lebensende erfahren dann oft Depression, Angst, verstärkten Todeswunsch, Hoffnungslosigkeit, das Gefühl, anderen eine Last zu sein, sowie eine geringere allgemeine Lebensqualität.
Chochinov und Mitarbeiter (2002) haben ein empirisches „Würde-Modell der Palliative Care“ entwickelt, das von der Perspektive der betroffenen Personen ausgeht. Patienten mit stark fortgeschrittener Krebserkrankung, die kognitiv nicht beeinträchtigt waren, wurden ausführlich befragt, wie sie Würde definieren, welche Faktoren ihr Würdeempfinden unterstützten bzw. verminderten, und ob ein Leben ohne Würde noch lebenswert für sie sei. Die das Würdeerleben der Kranken beeinflussenden Faktoren werden eingeteilt in die drei Kategorien krankheitsbezogene Faktoren, Würde bewahrende psychische Funktionen und soziale Faktoren (s. Tab. 1).
| Würde – Kategorien, Themen und Unterthemen | Würde – Kategorien, Themen und Unterthemen | Würde – Kategorien, Themen und Unterthemen                                                                                          |
| --- | --- | --- |
| krankheitsbezogene Faktoren | Würde bewahrende psychische Funktionen | soziale Faktoren |
| Grad der Unabhängigkeit hinsichtlich - kognitive Leistungsfähigkeit - Alltagsbewältigung Symptombelastung durch - körperliche Belastungen - psychische Belastungen: Unsicherheit in medizinischen Fragen; Angst vor dem Tod | Würde bewahrende Perspektiven - Kontinuität des Selbst - Aufrechterhalten von Rollen - Generativität/ Vermächtnis - Bewahrung von Stolz - Hoffnung - Autonomie/ Kontrolle - Akzeptierung - Resilienz/ Kampfgeist Würde bewahrendes Verhalten - Leben im Hier und Jetzt - Aufrechterhaltung von Normalität - Streben nach spiritueller Stärkung | - Privatsphäre - Soziale Unterstützung - Pflegerische Grundhaltung - Anderen eine Last sein - Sorgen um die Zukunft der Angehörigen |

Tab. 1  Würde-Modell von Chochinov u. a. (2002)
Negative Ausprägungen der krankheitsbezogenen Faktoren (z. B. Schmerzen, abnehmende Unabhängigkeit) und der sozialen Faktoren (z. B. Aufhebung der Privatsphäre, Gefühl für andere eine Last zu sein) haben einen unterminierenden Einfluss auf das Würdeempfinden. Gegen diese negativen Einflüsse stellen die Würde bewahrenden Funktionen (Perspektiven und Verhaltensweisen) einen Puffer dar; sie stützen das Würdeempfinden. – Für alle drei Kategorien werden Empfehlungen für die palliative Betreuung formuliert. Bezüglich der krankheitsbezogenen Faktoren kann Würde durch sorgfältiges Management physischer und psychischer Symptome, durch Schmerzbehandlung, Aufklärung u. a. gestärkt werden. Soziale Würde kann durch Sicherstellung der Privatsphäre, Stärken der sozialen Unterstützung, respektvolle pflegerische Grundhaltung u. a. erhalten werden. Zur Förderung der Würde bewahrenden Perspektiven wurde die Würdetherapie entwickelt.

## Konzept der Würdetherapie
Der Patient wird zu einem Lebensrückblick eingeladen, wobei die Erinnerungen an positive Aspekte des eigenen Lebens im Vordergrund stehen sollen. Das Gespräch wird durch neun Leitfragen vorstrukturiert, die vorwiegend auf die Würde bewahrenden Perspektiven zielen (s. Tab. 2). Betont wird der Aspekt der Generativität. Diese wird als die Fähigkeit verstanden, „die nächste Generation anzuleiten, [und] beinhaltet, wie Patienten Kraft oder Trost finden können im Wissen, dass sie etwas Dauerndes und Transzendentes nach ihrem Tod hinterlassen werden.“ „Generativität“ ist im Entwicklungsmodell von Erik H. Erikson (1966) die Entwicklungsaufgabe des mittleren Erwachsenenalters. Das Konzept wird hier bis zum Lebensende ausgedehnt. Sechs der neun Fragen beziehen sich direkt auf die Angehörigen des Patienten.
| 1. Erzählen Sie mir etwas über Ihre Lebensgeschichte, besonders die Teile, an die Sie sich am meisten erinnern oder die Sie für die wichtigsten halten. Wann fühlten Sie sich am lebendigsten? 2. Gibt es bestimmte Dinge, die Ihre Familie über Sie wissen und an die sie sich besonders erinnern soll? 3. Welche sind die wichtigsten Positionen, die Sie in Ihrem Leben innehatten (in der Familie, im Beruf, in der Gemeinde u. a.)? Weshalb waren diese so wichtig für Sie und was glauben Sie, in diesen Rollen erreicht zu haben? 4. Was sind Ihre wichtigsten Leistungen und worauf sind Sie am meisten stolz? 5. Gibt es besondere Dinge, die Sie Ihren Angehörigen dringend noch sagen möchten oder die Sie gerne noch einmal sagen möchten? 6. Was sind Ihre Hoffnungen und Träume für Ihre Angehörigen? 7. Was haben Sie über das Leben gelernt, das Sie anderen mitgeben möchten? Welchen Ratschlag oder welche Leitlinien möchten Sie weitergeben an Ihren … (Sohn, Tochter, Ehemann, Ehefrau, Eltern oder an andere)? 8. Gibt es Worte oder sogar Unterweisungen, die Sie Ihrer Familie übergeben möchten, um dieser zu helfen, sich auf die Zukunft vorzubereiten? 9. Gibt es noch andere Dinge, die Sie in dieses bleibende Dokument einschliessen möchten? |

Tab. 2  Leitfragen der Würdetherapie (Chochinov u. a. 2005)
Insgesamt sind 3 – 4 Sitzungen innerhalb von etwa 10 Tagen vorgesehen. In einer Vorbereitungssitzung werden die Leitfragen mit dem Patienten besprochen. Dann wird er in ein bis zwei einstündigen Sitzungen ausführlich dazu interviewt. Die Sitzungen werden auf Tonband aufgenommen und transkribiert. Der Text wird vom Therapeuten in eine lesbare Form mit chronologischer Reihenfolge gebracht. In einer weiteren Sitzung wird der gesamte Text vorgelesen. Sätze, die einem Angehörigen Leid zufügen könnten, werden mit dem Patienten besprochen und von diesem ggf. verändert. Zuletzt wird das abgeschlossene „Generativitäts-Dokument“ in mehrfacher Ausfertigung dem Patienten überreicht, der es wie ein Vermächtnis Personen seiner Wahl übergeben oder hinterlassen kann.
Zwei Text-Ausschnitte zeigen, wie Teilnehmer sich mit dem bevorstehenden Tod auseinandersetzen und welchen Stellenwert Familie und Generativität für sie haben. Eine 56-jährige Kranke: »Am meisten möchte ich meine Familie wissen lassen, dass es für mich in Ordnung ist zu sterben und dass sie weitermachen müssen. […] Die Therapie zeigte mir, ich bin nicht der Krebs, ich existiere noch hier. Ich bin dafür so dankbar, denn ich hatte mich verloren. […] Es half mir tatsächlich, mich zu erinnern, wer ich bin.« Eine 61-jährige Kranke: »Diese Erfahrung hat mir geholfen, mich in mich selbst zu vertiefen und mehr Sinn in meinem Leben zu sehen. Ich freue mich darauf, sie mit meiner Familie zu teilen. Ich zweifle nicht, dass sie erhellend für sie sein wird.«

## Empirische Forschung zur Würdetherapie
(1) Patienten, die an der Würdetherapie teilgenommen haben, berichten durchgehend hohe Zufriedenheit und Gewinn für sich selbst und für ihre Familien, darunter ein erhöhtes Gefühl von Würde, Lebenssinn und Zielgerichtetheit. In einer Randomisiert kontrollierten Studie wurden Patienten mit Krebserkrankung im Endstadium per Zufall einer von drei Behandlungen zugewiesen: „Dignity therapy“, „Client centered care“ und „Standard palliative care“. Sie wurden jeweils zu Beginn und nach Abschluss der Behandlung mit psychologischen Fragebogentests (z. B. Depression, Suizidalität, Angst) untersucht. Die drei Gruppen zeigten in den Testwerten keine signifikanten Unterschiede. Positive Auswirkungen der Würdetherapie auf körperliche, emotionale oder psychische Symptome sind bisher erst teilweise nachgewiesen (s. Sammelreferat von Fitchett u. a. 2015).
(2) In Generativitäts-Dokumenten, die inhaltsanalytisch ausgewertet wurden, brachten fast alle Patienten als lebensbestimmenden Wert die „Sorge für die Familie“ zum Ausdruck, seltener die Werte „Freude“ und „für andere da sein“. Die Erinnerungen bezogen sich etwa gleich häufig auf die eigene Person (indem sie z. B. eine „persönliche moralische Norm“ ausdrücken) und auf Bezugspersonen (indem sie z. B. ein „positives Gefühl von oder gegenüber einer anderen Person“ ausdrücken). Familie und soziale Beziehungen sind für die Patienten sehr bedeutsam.
(3) Etwa ein Jahr nach dem Versterben des Patienten nahmen in einer Befragung Angehörige zur Würdetherapie sehr positiv Stellung. Danach erhöhte die Teilnahme beim Patienten u. a. das Gefühl von Würde und half ihm, sich auf den Tod vorzubereiten. Eine Tochter äußerte: »Mutter war emotional extrem verschlossen und hatte grosse Schwierigkeiten, ihre Gefühle auszudrücken. [Das Interview] gab ihr eine Gelegenheit, dies zu tun, ohne sich verletzlich zu fühlen.« Die Angehörigen stellten zudem positive Auswirkungen auf sich selber fest. Das Generativitäts-Dokument half ihnen während der Zeit der Trauer, und es würde weiterhin eine Quelle des Trostes für ihre Familien und sie selber sein. Eine Witwe: »Ich denke, die Würdetherapie verhalf ihm wahrhaftig zu dem Gefühl, etwas nützliches zu tun und einen Teil von sich selbst hinterlassen zu können. Das wiederum hat mir und den Kindern geholfen, denn es ist fast so, als erhielten wir mit seinen Worten ein besonderes Geschenk, das wir Zeit unseres Lebens haben werden.« Die Teilnahme wirkte förderlich auf die Beziehung von Patient und Angehörigen.
(4) Die Anwendbarkeit der Würdetherapie wurde auch bei pflegebedürftigen Personen in einer Langzeit-Einrichtung erprobt (mittleres Alter 80 Jahre), und zwar sowohl bei kognitiv intakten als auch bei kognitiv beeinträchtigten, dementen Personen. Bei letzteren wurde die Würdetherapie teils mit Beteiligung von Angehörigen durchgeführt, teils in Stellvertretung durch Angehörige. Die Leitfragen wurden entsprechend umformuliert. Die Würdetherapie erwies sich für diese beiden Gruppen als gut durchführbar. Die Angehörigen brachten für die dementen Bewohner teilweise andere Inhalte zum Ausdruck als die kognitiv intakten Bewohner für sich selber. Angehörige und ausgewählte Pflegekräfte, die das Generativitäts-Dokument erhalten hatten, bewerteten die Therapie vor allem für sich selbst als positiv.
(5) Eine adaptierte Fassung der Würdetherapie wurde erfolgreich in Dänemark erprobt. Die Leitfragen wurden leicht erweitert.

## Ähnliche Ansätze
(1) Der Kurzzeit-Lebensrückblick (Short-Term Life-Review, Ando u. a. 2010) ist eine vergleichbare psychotherapeutische Intervention in zwei Sitzungen für krebskranke Patienten im Endstadium. Er wurde in Japan entwickelt. Zielsetzung ist, dass der Patient eine Kontinuität des Selbst von der Vergangenheit bis zur Gegenwart erlebt, die Vollendung des Lebens akzeptiert und Zufriedenheit mit seinem Leben erreicht. In der ersten Sitzung erinnert sich der Patient anhand von acht Leitfragen an Ereignisse seines Lebens und integriert sie. Der Therapeut stellt dann ein „Album“ her mit Schlüsselwörtern aus dem Interview, die sich sowohl auf positive als auch negative Elemente beziehen, und reichert es mit Fotografien und Zeichnungen aus Büchern und Zeitschriften an. In der zweiten Sitzung betrachten Patient und Therapeut gemeinsam das Album. Adressat des Albums ist der Patient, der im Gefühl für den Wert seines Lebens gestärkt werden soll und der es immer wieder betrachten kann.
(2) Die Beziehungsdynamik zwischen einem todkranken Menschen und seinen Angehörigen wurde von Elisabeth Kübler-Ross (1926–2004; 1971) sowie von Anne-Marie Tausch (1925–1983) & Reinhard Tausch (1921–2013; 1985) ausführlich beschrieben. Hilfreich ist das direkte und offene Gespräch von Krankem und Angehörigen über den bevorstehenden Tod, über Ängste, Sorgen, Wünsche und Bedürfnisse aller Beteiligten. Dadurch können der Kranke und seine Angehörigen das Sterben eher akzeptieren. Nach Einschätzung der von Tausch & Tausch befragten Angehörigen und Helfer hatte nur etwa die Hälfte der Sterbenden „sich mit seinem Tod auseinandersetzen und ihn annehmen“ können (S. 83). In der Würdetherapie kommt die Beziehung von Patient und Angehörigen über das Thema der Generativität zur Sprache. Die Teilnahme begünstigt einen offenen Austausch von Patient und Angehörigen (s. o.).
(3) In afrikanischen Ländern gibt es sehr viele Kinder und Jugendliche, von denen einzelne oder beide Eltern HIV-infiziert, an AIDS erkrankt oder daran verstorben sind. Betroffene Frauen in einer Nicht-Regierungs-Organisation in Uganda haben begonnen, betroffenen Familien Wissen und Bewältigungsfähigkeiten zu vermitteln. Dazu gehört auch eine Anleitung zum Verfassen eines „Memory Book“ (Erinnerungsbuch) über die Geschichte der Eltern und der Familie, das den Kindern übergeben werden soll. Das Memory Book – ein Heft mit Texten, Dokumenten, Fotos – kann Lebenshilfe und wertvollster Besitz für das Kind sein. Für verwaiste Kinder werden vergleichbare Workshops durchgeführt, in denen sie angeleitet werden, ein „Hero Book“ (Lebensbuch) über sich selbst zu verfassen. Die Hero Books werden anderen Kindern zugänglich gemacht und wirken somit generativ. Im „Memory Box Programme“ in Südafrika werden alle Erwachsenen einer Familie (z. B. auch Großeltern) und die Kinder einbezogen. Unter Anleitung eines „memory facilitators“ werden Erinnerungsstücke zusammengetragen, Fotos gemacht, Texte verfasst und ein gemeinsames Interview zum Leben der erkrankten bzw. verstorbenen Person geführt. Die Memory Box wird der Familie bzw. den Kindern übergeben. Memory Books und Memory Boxes sind Generativitäts-Dokumente. Die Mütter und Eltern, die mit der Lebensbedrohung konfrontiert sind, geben etwas Wertvolles an ihre Kinder weiter, durch das diese ermutigt und in ihrer Identitätsbildung unterstützt werden.
(4) Besondere Generativitäts-Dokumente wurden von Randy Pausch – einem US-amerikanischen Professor für Informatik – geschaffen. Nachdem bei ihm im Alter von knapp 46 Jahren die Diagnose Bauchspeicheldrüsenkrebs gestellt worden war, hielt er ein knappes Jahr später am 18. September 2007 seine akademische „Last Lecture“ mit dem Titel „Really Achieving Your Childhood Dreams“ (Deine Kindheitsträume wirklich wahr werden lassen) und veröffentlichte sie in erweiterter Form. Er hat mit seiner Familie Reisen und Ausflüge unternommen und auf Video aufgenommen. Diese Aufnahmen – auch die von der Last Lecture – sollten seinen drei kleinen Kindern ein reichhaltiges und dauerhaftes Bild ihres Vaters vermitteln.